# Xénkursk
Xénkursk (en rus Шенкурск) és una ciutat de l'óblast d'Arkhànguelsk, a Rússia. Es troba a la vora dreta del riu Vaga, a 297 km al sud-est d'Arkhànguelsk i a 769 km al nord-est de Moscou.

## Història
Xénkursk apareix per primera vegada el 1315 en documents de negociants de Nóvgorod. Ivan el Terrible es refereix a aquest lloc com la ciutat del Vaga i l'incorporà a la seva oprítxnina. En aquella època hi havia una fortalesa i una residència del bisbe local.
Teodor I de Rússia cedí Xénkursk al seu cunyat, Borís Godunov, qui deixà la ciutat al seu gendre, Johan de Schleswig-Holstein. Els Romànov presentaren el districte al príncep Dmitri Trubetskoi com la seva vótxina. Després de morir, la ciutat tornà a la corona russa. El 1640-1643 el tsar ordenà la construcció d'una nova fortalesa a Xénkursk.
Caterina II de Rússia atorgà el títol de ciutat a Xénkursk el 1780.